# Ralph Stengler
Ralph Stengler, född 12 maj 1956 i Kirberg, Hessen, Tyskland, är en tysk fysiker som är professor i maskinteknik.
Stengler studerade fysik vid Johannes Gutenberg-Universität Mainz och Rheinische Friedrich-Wilhelms-Universität Bonn. 1988 disputerade han i fysik i Mainz. Han var därefter verksam inom industrin. 1991 blev han professor i mätteknik och kvalitetsmanagement vid skolan för maskinteknik och polymerteknik vid Hochschule Darmstadt.
Mellan 2010 och 2022 var Stengler president (närmast motsvarande rektor) för Hochschule Darmstadt.